# Флаг Ржаксинского района
Флаг муниципального образования Ржа́ксинский район Тамбовской области Российской Федерации — опознавательно-правовой знак, служащий официальным символом муниципального образования.
Флаг утверждён 19 августа 2011 года и внесён в Государственный геральдический регистр Российской Федерации с присвоением регистрационного номера 7521.

## Описание
«Прямоугольное полотнище голубого цвета с отношением ширины к длине 2:3, в центре которого летящий к древку с распростёртыми крыльями орёл белого цвета, с клювом и лапами жёлтого цвета и глазом красного цвета; вдоль нижнего края — выходящие из-за него и соприкасающиеся цветы подсолнечника с лепестками жёлтого цвета и сердцевинами чёрного цвета».

## Символика
Основная идея флага заключена в подсолнухе, основной сельскохозяйственной культуре, выращиваемой в районе, и в серебряном орле, который подчеркивает свободу и радость, качества, свойственные жителям района.
Голубой цвет полотнища символизирует честность, верность, безупречность.